# Сандра Ким
Сандра Калдароне (итал. Sandra Caldarone; Монтење, 15. октобар 1972), позната под уметничким именом Сандра Ким (Sandra Kim), је белгијска певачица италијанског порекла. Ким је победила на Песми Евровизије 1986. у Бергену (Норвешка), када јој је било само 13 година.

## Биографија
Сандра је рођена у Монтењеу крај Лијежа, као старија од две кћерке Ђузепеа Калдаронеа и Ане Капобјанко. (Њена сестра је добила име Барбара према Барбри Стрејсенд.) Њена породица потиче из провинције Кјети, у Абруцу; Италијанка по рођењу, Сандра је белгијско држављанство прихватила кад јој је било 18 година.
Почела је да пева са седам година. Са једанаест година је учествовала на такмичењу у певању у Тилору крај Лијежа, где је примећен њен таленат. Као певачица за састав ”Музиклуб” је учествовала на такмичењу ”Л’амброђино д’оро” у Милану са песмом Ami Ami и заузела четврто место. Пола године касније је изабрана за белгијског представника на Песми Евровизије 1986.

### J'aime La Vie
Иако јој је по тексту песме J'aime La Vie (”Волим живот”) и званичном уводу који је дала водитељка било 15, Сандра Ким је имала само 13 година када је победила у Бергену 3. маја 1986. и најмлађи је победник у историји такмичења. Када се ово открило, другопласирана Швајцарска је уложила жалбу на резултате гласања која није усвојена; но како су се након Сандре на сцени наставила јављати још млађа деца, попут једанаестогодишњег Гилија из Гили&Галит за Израел 1989. и других, Европска радиодифузна унија је након Песме Евровизије 1989. увела правило да извођачи морају имати најмање 16 година на дан 31. децембра у години фестивала.
J'aime La Vie је позитивна песма о задовољствима живота, каснијим речима саме Ким ”песма мале девојчице”. Музику су компоновали Жан Фурнемон и Анђело Криски, текст је писао Розарио Марино, а живим оркестром дириговао Жо Карлије. Сандра је на наступила у најбољем стилу осамдесетих – све је било на броју: огромне нараменице, розе лептир-машна, тарзан-фризура, и неодољиво опуштен и природан наступ. J'aime La Vie је прва и за сада (2006) једина победа Белгије на Песми Евровизије. Освојила је убедљиво прво место са 176 поена, добивши поене од сваког жирија. Белгија је претходне 1985. године заузела последње место.
Годину дана касније, на Песми Евровизије 1987. у Бриселу, Сандра Ким је (након извесних трвења међу емитерима и језичким групама у Белгији!) заједно са француско-белгијском поп певачицом Виктор Ласло предала награду победнику из Ирске Џонију Логану.
Песма је била осам недеља прва на белгијским лествицама. Продата је у 350.000 примерака у Белгији и 1.400.000 широм света и издата и у енглеској верзији Crazy of Life. Фламански састав Банхе конејнен је 1986. издао сингл са насловом ”(Срање) Заљубио сам се у Сандру Ким”.

### Каснија каријера
Исте, 1986. године, Сандра Ким је заузела друго место на Међународном фестивалу у Токију, играла у ТВ филму ”Ле фрипија” белгијског режисера Шеркија Карубија и певала насловну нумеру у цртаном филму Il était une fois la vie Мишела Легранда.
Певачка каријера Сандре Ким никада није ”полетела” и касније се поверила новинарима да је осећала да ју је кочио првобитни успех њеног првог и јединог хита J'aime La Vie. Ипак, њен дует са Ликом Стееном Bel me, Schrijf me из 1990. је био први на лествицама осам недеља, а дует са Франком Галаном Door veel van mij te houden из 1997. је био први четири недеље.
Сандра Ким је потом била водитељ на белгијској телевизији: 1990–1992. је водила Dix qu'on aime са Аленом Симоном на РТЛ-ТВИ, а касније (1996/1997) је две сезоне била у жирију емисије Pour la gloire на РТБФ. Преселила се у Фландрију и наставила се бавити музиком, издајући на фламанском језику. У новијим годинама, посветила се игрању у мјузиклима (Les Misérables у Антверпену од 1999) и гала пројектима. Од марта 2006. је члан пројекта Souldivaz са Мишом Мара, представницом Белгије на Песми Евровизије 1979. и Аланом Данте, са којима изводи музику душе 1960-их.
Како је њен наступ из 1986. и даље једина белгијска евровизијска победа, Сандра Ким је и даље чест гост на телевизији у Валонији и Бриселу. Снимила је и велики број друштвено ангажованих песама, против дроге, канцера, насиља над женама и сл., између којих и песму Song for Kosovo (”Песма за Косово”) са Хелмутом Лотијем и Паулом Михијелсом из 1999.
Први брак Сандре Ким са другом из детињства Оливијеом Жераром од 14. маја 1994. је раскинут већ 1995. Од 24. децембра 2001. је у другом браку са Јургеном Делангеом.

## Дискографија
- (1986., на француском језику)
- (1988., на француском језику)
- (1991., на француском језику) / Met open ogen (1991., на фламанском језику)
- (1993., на француском језику) / Sixties (1993., на фламанском језику)
- (1997., са Франком Галаном, на фламанском језику)
- (1998., на фламанском језику)